# María López de Sagredo Andreo
María López de Sagredo Andreo (La Habana, Cuba, 12 de febrero de 1881 – Fuenterrabía, 28 de marzo de 1953) fue una política y activista cultural española. En 1960 se publicó póstumamente su autobiografía titulada Así ha sido mi vida. 1881-1951.

## Biografía
Era hija del intendente general de Cuba, Luis López de Sagredo y de Elvira Andreo y Ramírez de Dampierre. Una de sus hermanas, Esperanza, estaba casada con el conde de Andino.
Pronto destacó como articulista y conferenciante del sector católico ultramontano. Participó en el III Congreso Eucarístico de Toledo de 1926, en la Liga Femenina Católica de 1928 y el Primer Congreso Católico Nacional de Beneficencia de 1929. Establecida en Barcelona, participó en varios círculos católicos benéficos y alcanzó en 1926 ser nombrada por la dictadura de Primo de Rivera como la primera mujer concejala del Ayuntamiento de Barcelona, y en 1927 la primera mujer miembro de la Asamblea Nacional Consultiva como representante de actividades de la vida nacional.  Fue responsable de la Comisión de Beneficencia Municipal y miembro del Patronato de la Habitación de Barcelona en 1928.
Para contrarrestar el efecto del semanario Patufet promovió el semanario infantil Alegría, en castellano, que se editó de 1928 a 1933. En 1930 fue recibida por la reina de España y en 1931 por el Papa. Durante la Segunda República militó en Acción Católica. Cuando estalló la guerra civil española se estableció en Burgos, cuartel general del bando nacional, donde trabajó como secretaria del gobernador del Banco de España.